# Marijeta Mojasevic
Marijeta Mojasevic es una asistente social juvenil y activista de montenegrina. 

## Biografía
Tuvo dos derrames cerebrales cuando estaba en la escuela secundaria y la vida cambió dramáticamente.
Obtuvo una licenciatura enfocada en política social y trabajo social de la Universidad de Montenegro.
Mojasevic trabaja ahora como asistente social, asesora juvenil y activista por los derechos de las personas con discapacidad. Asesora juvenil en la oficina de juventud del municipio de Berane, Montenegro y miembro de la junta directiva de la Red Juvenil ENIL.
Embajadora de OneNeurology, una iniciativa que buscar hacer de las condiciones neurológicas una prioridad de salud pública mundial.
Fue nombrada como una de las 100 Mujeres de la BBC más inspiradoras e influyentes de todo el mundo en 2023.